# Teleckophoron montanum
Teleckophoron montanum är en mångfotingart som beskrevs av Gulicka 1972. Teleckophoron montanum ingår i släktet Teleckophoron och familjen Altajellidae. Inga underarter finns listade i Catalogue of Life.